# Castell de Chantilly
El castell de Chantilly està situat a Chantilly, a la regió de la Picardia a una trentena de km de París, en un indret magnífic de la vall de la Nonette, afluent de l'Oise. «No he trobat encara res de comparable a Chantilly als voltants de la capital, escrivia en 1781 Louis-Sébastien Mercer. Trenta viatges en aquest lloc encantat no han esgotat encara la meva admiració. És el matrimoni més bonic que mai no hagin fet l'art i la naturalesa.»
A excepció del «Petit Castell», construït al segle xvi per Jean Bullant, el castell actual és una reconstrucció del segle xix segons un projecte de l'arquitecte Honoré Daumet per a l'últim fill del rei Lluís Felip I, Enric d'Orléans, duc d'Aumale (1822-1897), hereu del domini de Chantilly, que hi va instal·lar les seves col·leccions de pintures, de dibuixos i de llibres antics. Va llegar el conjunt a l'Institut de França, sota el nom de museu Condé.
El castell ocupa l'emplaçament d'una fortalesa medieval. Les grans quadres, construïdes de 1719 a 1740, són una obra mestra de l'arquitecte Jean Aubert i allotjen avui el Museu del Cavall. Els jardins són una de les més destacables creacions d'André Le Nôtre. La ciutat de Chantilly s'ha desenvolupat a l'oest del castell durant i després de la Revolució Francesa.
Després d'una primera ordre de protecció del 2 d'abril de 1962, va ser el 1988 quan es van aprovar diverses proteccions dels espais com a monuments històrics.

## Història
Chantilly va ser en principi una antiga fortalesa medieval, aïllada de set torres i envoltada de fossats d'aigua, construïda sobre un terreny pantanós de la vall de la Nonette, qui controlava la ruta de París a Senlis.
El castell pertanyia primitivament a Guy de Senlis, bouteiller del rei Lluís el Gras al final del segle xi. La família pren el nom de Bouteiller i conserva el castell fins al segle xiv. Saquejada el 1358 pels Jacques, la fortalesa és venuda el 1386 per Guy de Laval, hereu dels Bouteiller, a Pierre d'Orgemont, antic canceller de Carles V el Prudent.
Aquest fa reconstruir el castell entre 1386 i 1394. La família d'Orgemont posseeix l'edifici durant tres generacions fins al segle xv. El 1484 Pierre d'Orgemont, sense descendència, llega Chantilly al seu nebot Guillaume de Montmorency (†1531).

### El domini dels Montmorency

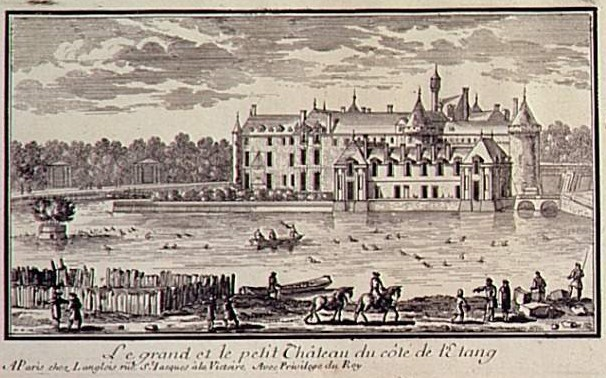
El gran i el petit castell de Chantilly al

La poderosa família dels Montmorency posseirà Chantilly del segle xv al xvii i hi fa realitzar importants treballs de modernització.
És el més il·lustre membre d'aquesta família, el conestable Anne de Montmorency (1492-1567), fa renovar la fortalesa per Pierre Chambiges el 1528 i, el 1551, construir la Capitania, o Petit Castell, per l'arquitecte Jean Bullant, que havia treballat al seu castell d'Écouen. Fa igualment condicionar el 1538 la terrassa sobre la qual es posa la seva estàtua eqüestre (fosa a la Revolució, és reemplaçada avui per una obra de Paul Dubois, 1886) i edificar set capelles de les quals tres han estat conservades. És també qui fa traçar els primers jardins.
Enric I de Montmorency feu construir en la part alta del parc la Casa de Sylvie que subsisteix avui, encara que modificada. Destinat a rebre Enric IV, aquest petit pavelló era el refugi de la duquessa de Montmorency, sobrenomenada «Sylvie» pel poeta Théophile de Viau (†1626), que hi va passar els últims mesos de la seva vida sota la protecció d'Enric II de Montmorency.
Després d'una revolta contra l'autoritat reial, Enric II de Montmorency és executat a Tolosa de Llenguadoc el 1632. Els seus béns són confiscats per Lluís XIII que concedeix la major part a les seves germanes però conserva tanmateix Chantilly, que l'interessa des del punt de vista cinegètic. El 1643, Anna d'Àustria restitueix el domini a l'última de les germanes d'Enric II de Montmorency, Charlotte de Montmorency, dona d'Enric II de Borbó-Condé, el fill del qual, Lluís II de Borbó-Condé, acabava de guanyar la batalla de Rocroi. Chantilly passa així a ser propietat de la casa Condé, petita branca de la casa de Borbó.

### El domini dels Condé
Als segles xvii i xviii, la sort de Chantilly s'identifica a la dels Condé el domini del qual constitueix la seva principal propietat.
Lluís II de Borbó-Condé (1621-1686), dit el «Gran Condé», havent pres partit contra Mazarin durant la Fronde, se li confisca Chantilly el 1652 i no recupera el domini fins al 1659 (Pau dels Pirineus).
Fa dibuixar el parc per André Le Nôtre, que no ha treballat encara a Versalles. Canalitza la Nonette per crear el Gran Canal (1671-1673), dibuixa els parterres francesos al nord del castell, i crea la perspectiva actual que va de la taula d'honor a la terrassa.
El Gran Condé rep a Chantilly els escriptors com Jean de La Fontaine, Jean de La Bruyère, Jacques Bénigne Bossuet, Madame de La Fayette, Madame de Sévigné: en el seu honor, les dues avingudes paral·leles, emmarcades pels parterres de Le Nôtre, prenen el nom d'«avingudes dels filòsofs». S'hi donen festes magnífiques. Molière hi crea Les Précieuses ridicules el 1659 i hi interpreta Tartuffe ou l'Imposteur. Sota la direcció del cèlebre cuiner François Vatel, el menjar és refinat: és en aquesta època que s'hi ha inventat la crema xantillí.
L'abril de 1671 el Gran Condé segella la seva reconciliació amb Lluís XIV rebent-lo a Chantilly. Segons Sra. de Sévigné, és en aquesta ocasió que Vatel s'hauria suïcidat no veient succeir el lliurament de peix esperat (l'autenticitat de l'anècdota és generalment considerada|mantinguda per a molt dubtosa).

### Els embelliments delseglexviii

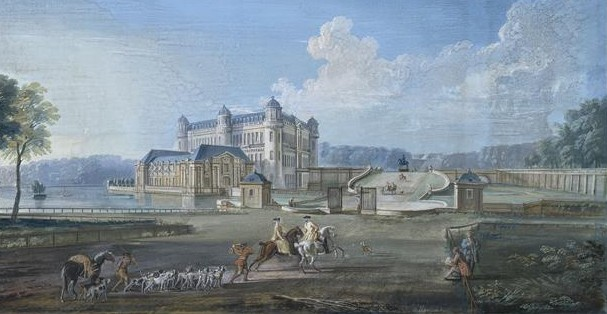
El castell de Chantilly al, després dels treballs efectuats pels Condé. Pintura de Jean-Baptiste Lallement, museu Condé.

El fill del Gran Condé, Enric Juli de Borbó-Condé (1643-1709), dit «Condé el Boig», va fer modernitzar el castell per Jules Hardouin-Mansart. Els treballs són acabats per Jean Aubert. De 1723 a 1726, Aubert construeix igualment per a Lluís IV Enric de Borbó-Condé (1692-1740), dit «Monsieur el Duc», les excepcionals Grans Quadres. Principal ministre de Lluís XV de 1723 a 1725, li agrada Chantilly (on és d'altra banda exiliat el 1726): fa decorar els apartaments del Petit Castell per Jean-Baptiste Oudry, Alexandre-François Desportes, Christophe Huet i Jean-Marc Nattier, condiciona un gabinet d'història natural i crea la manufactura de porcellana de Chantilly.
A partir de 1720, també va fer condicionar la part boscosa situada a l'est del castell i denominada «petit parc» o parc de la Caboutière. La Caboutière era un edifici construït en els temps de Lluís XIII per aclimatar la tulipa holandesa, del qual se'n ocupava un ric aficionat, un advocat parisenc de nom Antoine Caboud.
Una avinguda portava a un quadrat boscós on es va construir un joc de l'oca gegant, amb les seves diferents estacions - el pont, el pou, la presó... - que va ser una de les grans atraccions del parc entre 1730 i 1770.
El seu fill, Lluís V Josep de Borbó-Condé (1736-1818), edifica el Joc de Palma el 1756 i, entre 1769 i 1772, fa construir per Jean-François Leroy el castell d'Enghien, llarg edifici d'estil clàssic situat a la dreta de la reixa d'honor. El 1774, fa dibuixar un jardí anglo-xinès i fa construir un caseriu que inspirarà Maria Antoineta quan faci construir el caseriu de la Reina a Trianon.

### Les destruccions revolucionàries

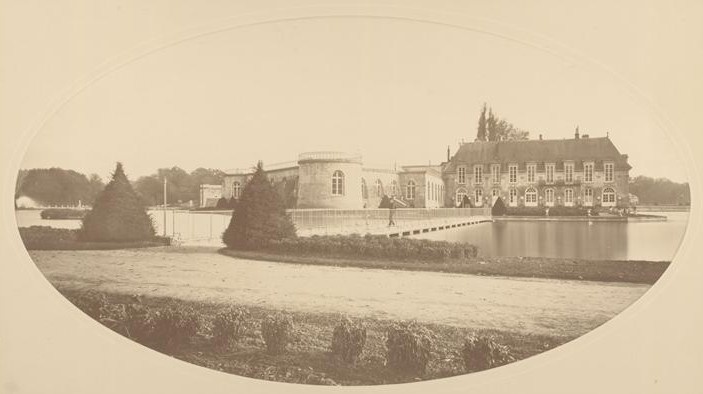
El castell de Chantilly: estat abans de la reconstrucció del duc d'Aumale. Fotografia de Claude Couton (primera meitat del)

El 1782 el príncep va fardar de castell amb Pau de Rússia i la seva esposa, amb festes i celebracions que van acabar amb el regal d'un recopilatori de vistes i plantes del castell, conegut com Album du Comte de Nord, que ha esdevingut un dels documents essencials per conèixer com era el castell en aquest moment.
El príncep va ser un dels primers emigrants per la Revolució Francesa i Chantilly és confiscat com a bé nacional des de 1790. Després de constatar que el príncep havia organitzat un exèrcit per retornar a l'Antic Règim, el 1792, el castell és envaït i saquejat per una banda de guàrdies nacionals. La invasió i saqueig es va repetir diverses vegades. Devastat, es van fer reformes al castell per poder-lo utilitzar com a presó en el període del terror.
El 1799, és venut a Damoye i Boulée, que emprenen de seguida la tasca enderrocar-lo per recuperar els materials de construcció. Sols se salven el Petit Castell i les Grans Quadres, perquè els empresaris s'han de retirar abans d'haver pogut destruir-los.
La part del parc situada a l'oest del castell, que allotjava els jocs d'aigües concebuts per Le Nôtre i que eren l'admiració dels contemporanis, és parcel·lada.
El 1804, ocupades de nou per l'exèrcit, les Grans Quadres són salvades de la destrucció i estan miraculosament molt poc malmeses.
Sota l'Imperi, Chantilly és inclosa en l'herència d'Hortense de Beauharnais, que posseeix el pròxim castell de Saint-Leu. Quan Lluís V Josep entra novament en possessió del domini a la seva tornada de l'exili el 1815, es limita a fer algunes reparacions sumàries per posar el castell minimament habitable. Aconsegueix recomprar una part dels terrenys, però no pot reconstituir el parc, d'ara endavant tallat en dos per la carretera de Chantilly a Vineuil-Saint-Firmin, creat en l'època revolucionària. Per emmascarar-la, el seu fill, Lluís VI Enric de Borbó-Condé, converteix la part occidental del parc en un jardí a l'anglesa, creat entre 1818 i 1820 pel seu arquitecte Victor Dubois.

### El domini del duc d'Aumale

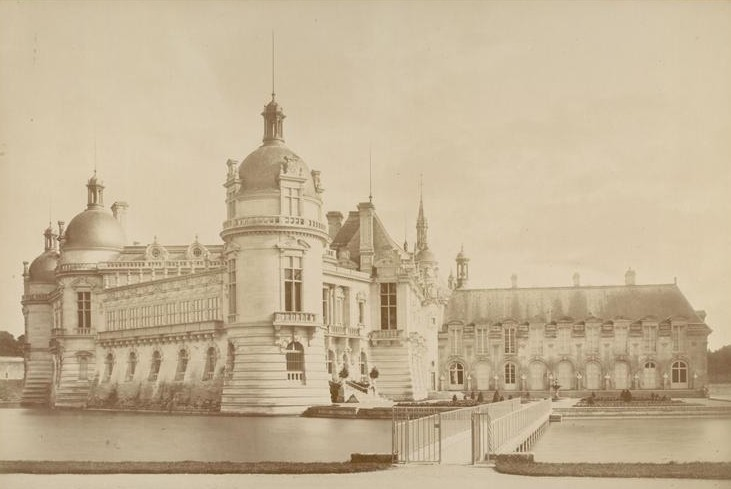
Chantilly : el castell nou vist des dels parterres. Fotografia del segon meitat del.

A la mort de l'últim dels Condé, Lluís VI Enric de Borbó-Condé, el 1830, és Enric d'Orléans, duc d'Aumale (1822-1897), fill del rei Lluís Felip I, qui hereta la seva immensa fortuna i, en particular, el domini de Chantilly del qual només en queda i en estat ruïnós la planta baixa.
Sota la monarquia de Juillet, el duc d'Aumale projecta els treballs de reconstrucció que no aconsegueix portar a terme. En efecte, després de la caiguda de la monarquia, pren el camí de l'exili i resideix de 1848 a 1870 a Twickenham, prop de Londres. S'esforça a reunir les col·leccions que es troben avui a Chantilly. Torna a França el 1871, vidu i havent perdut els seus dos fills.
De 1876 a 1882, el duc d'Aumale fa reconstruir el castell sobre les antigues fundacions, segons el projecte de l'arquitecte Honoré Daumet. Hi acumula admirables col·leccions. Sense descendència, llega aquest magnífic conjunt a l'Institut de França el 1886.
Durant la Primera Guerra Mundial, Chantilly va servir el quarter general del mariscal Joffre i va allotjar diverses conferències entre els Aliats.